# Cucullia iota
Cucullia iota är en fjärilsart som beskrevs av Geoffroy 1785. Cucullia iota ingår i släktet Cucullia och familjen nattflyn. Inga underarter finns listade i Catalogue of Life.